# Mertensophryne
Mertensophryne is een geslacht van kikkers uit de familie padden (Bufonidae). De groep werd voor het eerst wetenschappelijk beschreven door Leopold Fitzinger in 1843. Later werd de wetenschappelijke naam Stephopaedes gebruikt.
Er zijn veertien verschillende soorten, inclusief recentelijk beschreven soorten zoals Mertensophryne howelli die bekend is sinds 1999. Alle soorten komen voor in delen van zuidelijk Afrika en leven in de landen Congo-Kinshasa, Kenia, Malawi, Mozambique, Tanzania en Zimbabwe.

## Soorten
Geslacht Mertensophryne
- Soort Mertensophryne anotis
- Soort Mertensophryne howelli
- Soort Mertensophryne lindneri
- Soort Mertensophryne lonnbergi
- Soort Mertensophryne loveridgei
- Soort Mertensophryne melanopleura
- Soort Mertensophryne micranotis
- Soort Mertensophryne mocquardi
- Soort Mertensophryne nairobiensis
- Soort Mertensophryne nyikae
- Soort Mertensophryne schmidti
- Soort Mertensophryne taitana
- Soort Mertensophryne usambarae
- Soort Mertensophryne uzunguensis

Adenomus · 
Altiphrynoides · 
Amazophrynella · 
Anaxyrus · 
Ansonia · 
Atelopus · 
Barbarophryne · 
Blythophryne · 
Bufo · 
Bufoides · 
Bufotes · 
Capensibufo · 
Churamiti · 
Dendrophryniscus · 
Didynamipus · 
Duttaphrynus · 
Epidalea · 
Frostius · 
Ghatophryne · 
Incilius · 
Ingerophrynus · 
Laurentophryne · 
Leptophryne · 
Melanophryniscus · 
Mertensophryne · 
Metaphryniscus · 
Nannophryne · 
Nectophryne · 
Nectophrynoides · 
Nimbaphrynoides · 
Oreophrynella · 
Osornophryne · 
Parapelophryne · 
Pedostibes · 
Pelophryne · 
Peltophryne · 
Phrynoidis · 
Poyntonophrynus · 
Pseudobufo · 
Rentapia · 
Rhaebo · 
Rhinella · 
Sabahphrynus · 
Schismaderma · 
Sclerophrys · 
Strauchbufo · 
Truebella · 
Vandijkophrynus · 
Werneria · 
Wolterstorffina · 
Xanthophryne